# 錫拉夫港
錫拉夫港（波斯語：‎，羅馬化：Bandar-e Sīrāf，也译尸罗夫），舊稱撒那威（波斯語：‎，羅馬化：Shīlāv）、塔黑里（波斯語：‎，羅馬化：Ţāherī），是位於伊朗布什爾省的一個港口城市。錫拉夫港在古代是萨珊王朝的港口，但于公元970年为地震所毁。 錫拉夫港除了本港還轄有坎甘港和代耶尔港。 像蘇萊曼·塔吉爾這樣的商人來自錫拉夫港，經過阿拉伯半岛、阿拉伯海、印度洋前往中國。那時波斯人使用阿拉伯帆船。

## 历史
錫拉夫港是一個重要的古代丝绸之路港口。

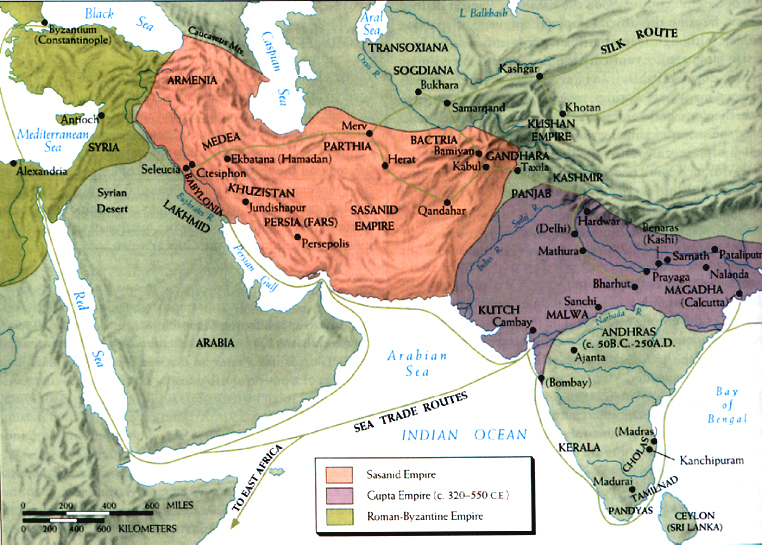
萨珊王朝的海上丝绸之路

錫拉夫港在帕提亚-汉朝时代开放了。自公元185年以來，來自錫拉夫港和中國（汉朝、唐朝、宋朝、元朝）等遠東的人員進行了交易。現在由於美國的制裁，伊朗被孤立了。
考古學家在錫拉夫港發現了非洲的象牙、印度的石头和阿富汗的青金岩。
有些考古學家發現了9世紀的清真寺。 印度南部的西遮娄其王朝和錫拉夫港進行了貿易。 而且萨珊王朝和肯帕德湾的古吉拉特邦進行了貿易。
許多犹太人以前住在錫拉夫港。阿拉伯人入侵波斯后，他们强迫许多犹太人皈依伊斯兰教。

## 中国古籍中之记录
南宋岳珂《桯史》中称一名尸罗夫来的商人为“尸罗围”（Shīlāvī，即“尸罗夫人”之意）：
余后北归，见藤守王君（兴翁）诸郎……云泉亦有舶獠，曰“尸罗围”，赀乙于蒲，近家亦荡析。
而《诸蕃志》则称此人为“施那帏”：
有番商曰施那帏，大食人也。蹻寓泉南，轻财乐施，有西土气习；作丛冢于城外之东南隅，以掩胡贾之遗骸。提舶林之奇记其实。
南宋林之奇亦记泉州有名为“试那围”的商人，被后来学者认为与《桯史》中的“尸罗围”、《诸藩志》中的“施那帏”是同一人，即Shīlāvī（尸罗夫人），其全名为纳只卜·穆兹喜鲁丁·施那帏（Najib Mudhiru al-Din al-Shilavi），但林之奇误认为此人为“三佛齐之海贾”：
三佛齐之海贾以富豪宅生于泉者，其人以十数。试那围其一也。试那围之在泉轻财急义，有以庇服其畴者，其事以十数族。蕃商墓其一也。蕃商之墓建发于其畴之蒲霞辛，而试那围之力能以成就封殖之。

## 图片册

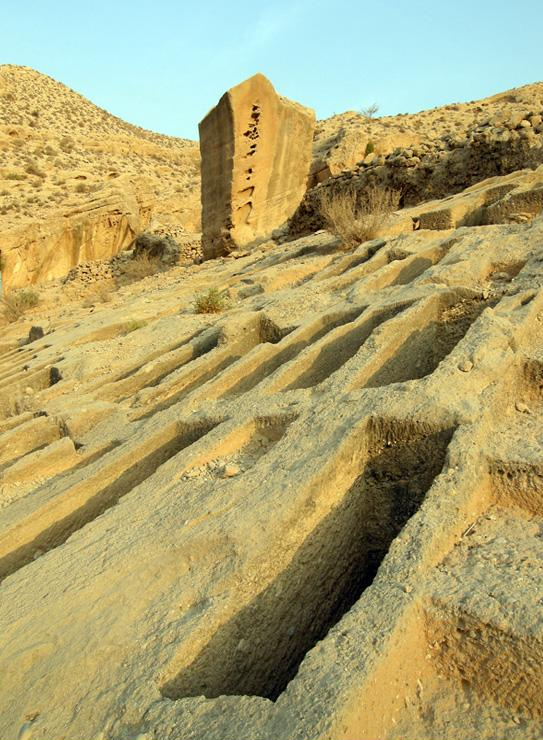
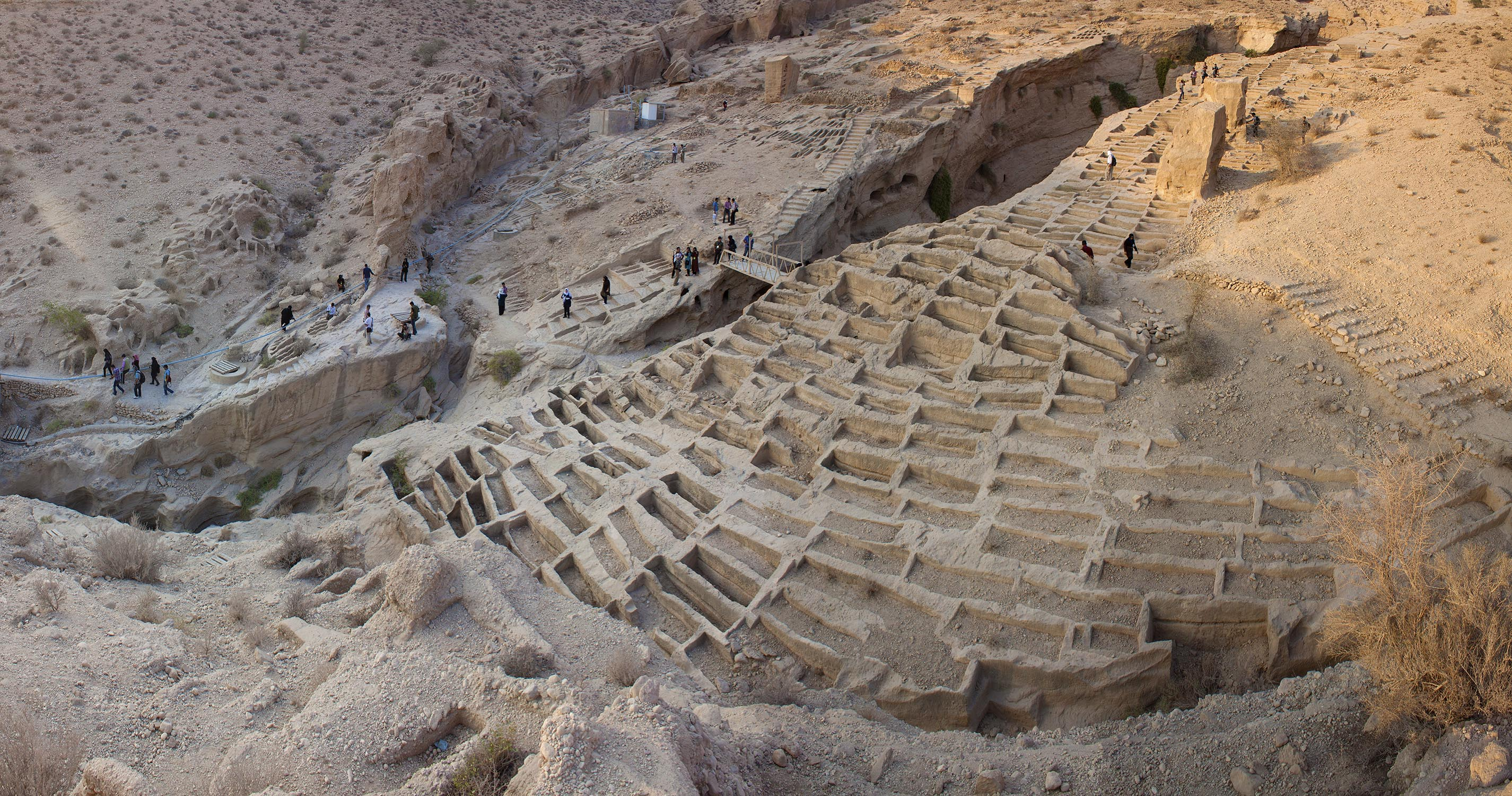